# 鹅不食草属
球菊属（学名：Epaltes）是菊科下的一个属，为草本植物。该属共有17种，分布于热带地区。